# Halominniza oromii
Halominniza oromii es una especie de arácnido del orden Pseudoscorpionida de la familia Olpiidae.

## Distribución geográfica
Es endémico de las islas Canarias (España); se ha encontrado en la isla de Alegranza y en Lanzarote.